# Jetzt rufst du an
Jetzt rufst du an è un singolo della rapper kosovaro-svizzera Loredana, pubblicato il 5 luglio 2019 come secondo estratto dal primo album in studio King Lori.

## Video musicale
Il video musicale, reso disponibile in concomitanza con l'uscita del brano, è stato diretto da Flo Brunner.

## Tracce
Testi e musiche di Loridana Zefi, Laurin Auth, Joshua Allery e Karolina Schrader.
1. Jetzt rufst du an – 2:31

## Classifiche

### Classifiche settimanali
| Classifica (2019) | Posizione massima |
| ----------------- | ----------------- |
| Austria           | 3                 |
| Germania          | 2                 |
| Svizzera          | 4                 |

### Classifiche di fine anno
| Classifica (2019) | Posizione |
| ----------------- | --------- |
| Austria           | 74        |
| Germania          | 40        |